# Armando Turano
Armando Luis Turano (Buenos Aires, 22 de septiembre de 1915-ibídem, 19 de julio de 1999) fue un odontólogo y político argentino. Se desempeñó como senador nacional por la Capital Federal entre 1958 y 1961, por la Unión Cívica Radical Intransigente. En 1962 José María Guido lo designó embajador en Portugal.

## Biografía
Armando Luis Turano nació el 22 de septiembre de 1915 en la Capital Federal en el seno de la familia conformada por Francisco A. Turano y Elisa Cid. Su padre había tenido una importante actuación política dentro de las filas de la Unión Cívica Radical en el sector yrigoyenista, siendo nombrado como integrante del llamado Klan Radical, además se desempeñó como concejal metropolitano en dos oportunidades, entre 1926-1930 y 1937-1938, y como diputado nacional, entre 1940 y 1943. 
Estudió odontología en la Facultad de Medicina de la Universidad de Buenos Aires, graduándose en 1940. Allí comenzó su militancia en la Unión Cívica Radical y también fue ayudante y jefe de trabajos prácticos.
En 1949 fue convencional constituyente por la Capital Federal y en las elecciones legislativas de 1951 fue candidato a diputado nacional por la Capital en la lista de la UCR.
Entre 1958 y 1961, fue senador nacional por la Capital en el bloque de la Unión Cívica Radical Intransigente (UCRI). Allí fue secretario de la comisión de Defensa y autor de proyectos como la ley 14.574 de Turismo y de la ley 15.402 de creación de la Editora Braille. Buscó la reelección en las elecciones al Senado de 1961, perdiendo ante el socialista Alfredo Palacios.
Tras su paso por la cámara alta, Arturo Frondizi lo designó presidente del Consejo Federal de la Vivienda. En la presidencia de José María Guido, fue embajador en Portugal entre 1962 y 1963.
Posteriormente integró el Movimiento de Integración y Desarrollo (MID), y en las elecciones legislativas de 1973 fue candidato a senador nacional por la Capital en la lista de la Alianza Popular Federalista (APF).
Recibió la Orden al Mérito de la República Italiana en grado Gran Oficial.
Falleció en julio de 1999 a los 83 años.